# Buzdjak
Buzdjak (in russo Буздяк?; in baschiro Бүздәк) è un villaggio della Russia europea orientale, situato nella Repubblica autonoma della Baschiria; appartiene al rajon Buzdjakskij, del quale è il centro amministrativo.
Il villaggio si trova nella parte occidentale della Baschiria, nel bacino del Čermasan, affluente della Belaja.